# 853 (szám)
A 853 (római számmal: DCCCLIII) egy természetes szám, prímszám.

## A szám a matematikában
A tízes számrendszerbeli 853-as a kettes számrendszerben 1101010101, a nyolcas számrendszerben 1525, a tizenhatos számrendszerben 355 alakban írható fel.
A 853 páratlan szám, prímszám. Jó prím. Normálalakban a 8,53 · 102 szorzattal írható fel.
Pillai-prím.
Perrin-prím.
Szigorúan nem palindrom szám.
Az első 853 prím összege osztható 853-mal, ami nem gyakori tulajdonság a számok körében.
A 853 négyzete 727 609, köbe 620 650 477, négyzetgyöke 29,20616, köbgyöke 9,48381, reciproka 0,0011723. A 853 egység sugarú kör kerülete 5359,55707 egység, területe 2 285 851,089 területegység; a 853 egység sugarú gömb térfogata 2 599 774 638,7 térfogategység.
A 853 harminckét szám valódiosztóösszeg-függvényeként áll elő, melyek közül legkisebb a 3425.